# Sanzinia
Sanzinia – rodzaj węży z podrodziny Sanziniinae w rodzinie dusicielowatych (Boidae).

## Zasięg występowania
Rodzaj obejmuje gatunki występujące endemicznie na Madagaskarze.

## Systematyka

### Etymologia
Sanzinia: J.E. Gray nie wyjaśnił pochodzenia etymologii nazwy rodzajowej, być może jest to eponim honorujący Victora Sganzina (1798–1841), oficera francuskiej marynarki, przyrodnika i kolekcjonera, gubernatora na Nosy Boraha w latach 1831–1832, badającego faunę występującą na Madagaskarze.

### Podział systematyczny
Do rodzaju należą następujące gatunki: 
- Sanzinia madagascariensis
- Sanzinia volontany